# Fiat 500C Sassicaia by Aznom
La edición especial, limitada y numerada Fiat 500C Sassicaia by Aznom presentada en 2010 fue desarrollada por Aznom, empresa italiana de diseño ubicada en Monza, Lombardía. Se basa en la carrocería europea tipo descapotable del Fiat 500C. La edición está dedicada a uno de los vinos italianos más famosos del mundo, el Bolgheri Sassicaia, embotellado en Tenuta San Guido, Livorno. El coste de la edición es de 7.900 € adicionales al precio del Fiat 500C de serie.

## Características

### Exterior
El exterior de la edición es bicolor, la parte inferior de la carrocería de color beige y la parte superior y la capota de tela de color bronce mate, separados por una delgada línea azul oscuro. También las cubiertas de las luces antiniebla, la parrilla inferior y la parte central de las llantas están pintados en el mismo color bronce. Las carcasas de los retrovisores, el portamatrículas posterior y el logotipo con el nombre de la edición que se muestra en las molduras laterales están realizados en madera como guiño a las barricas en las que se cría el vino. En los marcos de ambas puertas y realizadas en latón pulido se muestra el escudo de armas del marqués della Rocchetta, creador del vino Sassicaia. El mismo material es usado en la placa situada en el portón trasero en la que se muestra el nombre de la edición y la numeración de la unidad. Las franjas horizontales de protección de los paragolpes delanteros y traseros están cromados.

### Interior
El interior está personalizado siguiendo la misma estética del exterior. Así, la plancha del salpicadero está realizada enteramente en madera y muestra la denominación Sassicaia. Los paneles de las puertas, la visera del panel de instrumentos, el volante y el pomo del cambio están tapizados en piel en tonos marrón y beige. Los asientos son de una combinación de piel marrón y tejido jacquard de color beige. En los respaldos de los asientos delanteros se muestra la denominación de la edición y bordado el escudo de armas del marqués della Rocchetta. Todas las unidades de la edición cuentan con un juego de maletas a medida denominado Grand Tour Sassicaia Collection diseñado en combinación con el automóvil usando el mismo cuero y tela del interior.

### Motorización
Además de las motorizaciones disponibles en el Fiat 500C de serie y aunque a la edición no se le han realizado modificaciones técnicas, si que es posible escoger opcionalmente el kit Romeo Ferraris. Todas las unidades cuentan con llantas de aleación de 16 pulgadas y están dotadas con neumáticos Kumho con medidas 195/45.